# Lenna (Italia)
Lenna es una localidad y comune italiana de la provincia de Bérgamo, región de Lombardía, con 659 habitantes.

## Evolución demográfica
| Gráfica de evolución demográfica de Lenna entre 1861 y 2001 |
|                                                             |
| Fuente ISTAT - elaboración gráfica de Wikipedia             |